# Michaił Aleksandrow (pływak)
Mihail "Mike" Alexandrov, buł. Михаил Пламенов Александров (ur. 9 kwietnia 1985 w Sofii) – bułgarski pływak, reprezentujący od 2009 roku USA. Specjalizuje się w stylu klasycznym, zmiennym i dowolnym.
Mistrz świata na krótkim basenie ze Dubaju (2010) oraz ze Stambułu (2012) w sztafecie 4 x 100 m stylem zmiennym. Dwukrotny medalista mistrzostw Europy na krótkim basenie na 100 i 200 m żabką.
Uczestnik igrzysk olimpijskich w Atenach (18. miejsce na 200 m stylem zmiennym, 28. miejsce na 200 m klasykiem i 31. miejsce na 200 m stylem dowolnym) i w Pekinie (20. miejsce na 200 m zmiennym, 11. miejsce na 100 m żabką i 24. miejsce na 200 m tym stylem).